# フーコーの振り子 (小説)
『フーコーの振り子』（フーコーのふりこ, イタリア語: Il pendolo di Foucault）は、イタリアの記号論学者・作家であるウンベルト・エーコの長編小説。
1988年に刊行され、前作『薔薇の名前』と同様に、一般的な小説の形式を借りながら重層的に語る手法がとられている。1970年代から80年代のミラノを主な舞台とし、テンプル騎士団に端を発するオカルト史と陰謀史観を題材とした伝奇小説の形式を土台に、西洋の精神史に関する膨大な知識が盛り込まれた「百科引用大小説」（邦訳版の帯より）。

## 概要

### 主な登場人物
カゾボン物語の語り手。大学生時代にテンプル騎士団に関する卒業論文を書いたことで、その知識を買われガラモン社と関わることになる。
ヤコポ・ベルボガラモン社の編集者。ミラノの酒場ピラデの常連で、そこでカゾボンと知り合う。
ディオタッレーヴィガラモン社の社員で、ベルボの同僚。カバラに執着心を持つ。
アルデンティガラモン社を訪れ、インゴルフという人物が探究していたテンプル騎士団の秘密の「計画」に関する本の出版を持ちかけるが、その直後に行方不明となる。
アンパーロブラジル出身の女性。カゾボンと恋仲になり、共にブラジルへ渡る。
アッリエオカルトに造詣が深い謎の人物。自分はサンジェルマン伯爵その人だとほのめかしている。
リア帰国後にカゾボンの恋人になる聡明な女性。

### 物語
物語は、語り手であるカゾボンが、フーコーの振り子が展示されたパリ工芸博物館でクライマックスの時を待つ終幕直前の場面から始まり、以降は語り手による過去の回想として語られる。ベルボがパーソナルコンピュータに書き込んだ文章やベルボの子供時代の回想が挿入されるものの、物語の主な流れは以下のように展開する。
ミラノの零細出版社ガラモンは真面目な本の出版を手がける一方で、その表の顔に誘われた猟奇魔（好事家、オカルト愛好家）の作家志望者たちを裏でつながった別の出版社に誘導し、彼らの原稿を高値で自費出版させる商売をしていた。テンプル騎士団についての卒論を書いていた大学生カゾボンは、ガラモン社の編集者ベルボとその同僚でカバラ主義者のディオタッレーヴィと出会い、その知識を買われて原稿の選別を手伝うようになる。
ある日ガラモン社を一人の客が訪れ、彼が「発見」したテンプル騎士団の秘密の「計画」に関する本の出版をもちかける。14世紀に解体されたとされるテンプル騎士団は、歴史の舞台裏で600年以上をかけて「計画」を遂行し、西暦2000年にグラール（聖杯）を手に入れて世界の支配者となる、というのである。ベルボから裏の出版社を紹介された彼は、発見の端緒を記したメモだけを残していったん帰るが、そのまま行方不明になってしまう。
事件を忌避するようにガラモン社から遠ざかり卒論作成に注力したカゾボンは、卒業後にブラジルへ渡り、オカルトの大家アッリエとの出会いや現地の混交宗教儀式における神秘的体験を経験する。3年後、彼はミラノへ戻り、再びガラモン社の仕事に携わるようになる。カゾボンと二人の編集者は3年前の「計画」に興味を引かれ、冗談半分でその未完成の物語を補完しはじめるが、「計画」の完成度が高まるにつれ、虚構が現実を蝕むかのように彼らを悲劇へと導いていくのだった。

### 構成
10章から成り、セフィロトの木の10個の結節点（セフィラー）の名前が順に付けられている。全体は120の節から成り、それらが最初と最後の章には少なく、中央付近の章には多く配分されているが、あたかもセフィロトの木の紡錘形を模したかのようである。巻頭にはセフィロトの木の図版と二つの引用文があり、各節の冒頭にも一つか二つの引用文が置かれている。引用元とされているのは作中で参照されている古い書物である場合が多い。

## 日本語版
- 藤村昌昭訳『フーコーの振り子』（上下）、文藝春秋 1993年／文春文庫 1999年